# Глухівський 6-й драгунський полк
Глухівський 6-й драгунський полк (рос. дореф.  Глуховской Императрицы Екатерины Второй 6-й драгунскій полкъ )  — кавалерійський полк Російської імператорської армії. Старшинство — 1783 року. Під час своєї історії був також легкокіннотним (1783—1784), карабінерним (1784—1796) а також кірасирським (1796—1860).

## Історія полку

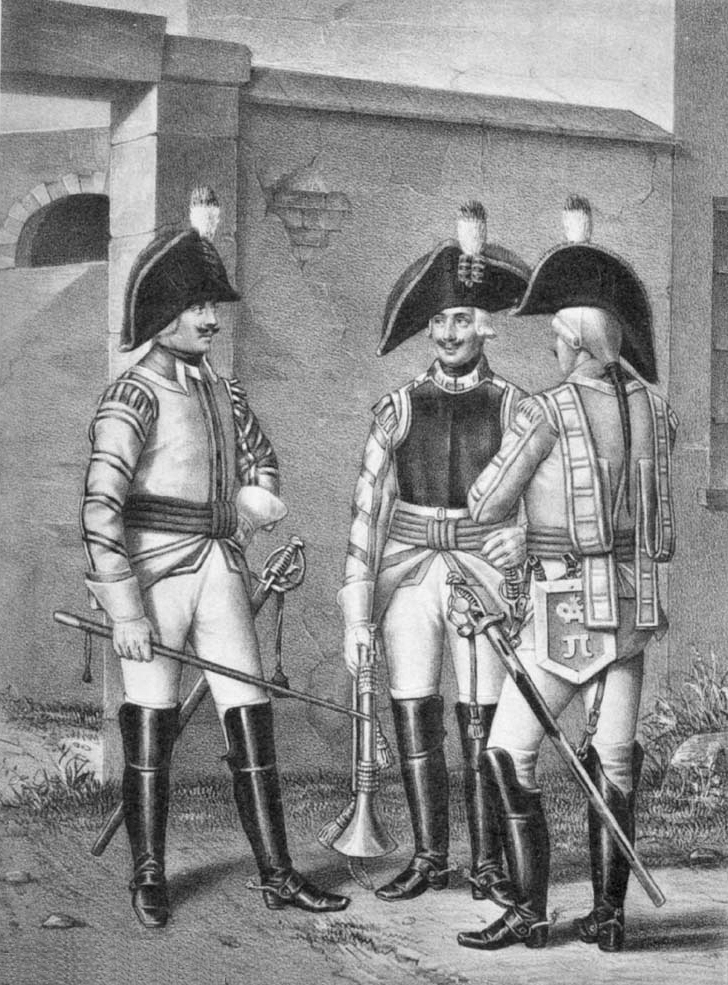
Штаб-сурмачі Кирасирських полків: Рязанського і Ямбурзького, 1797—1800, і Глухівського, 1797—1801.

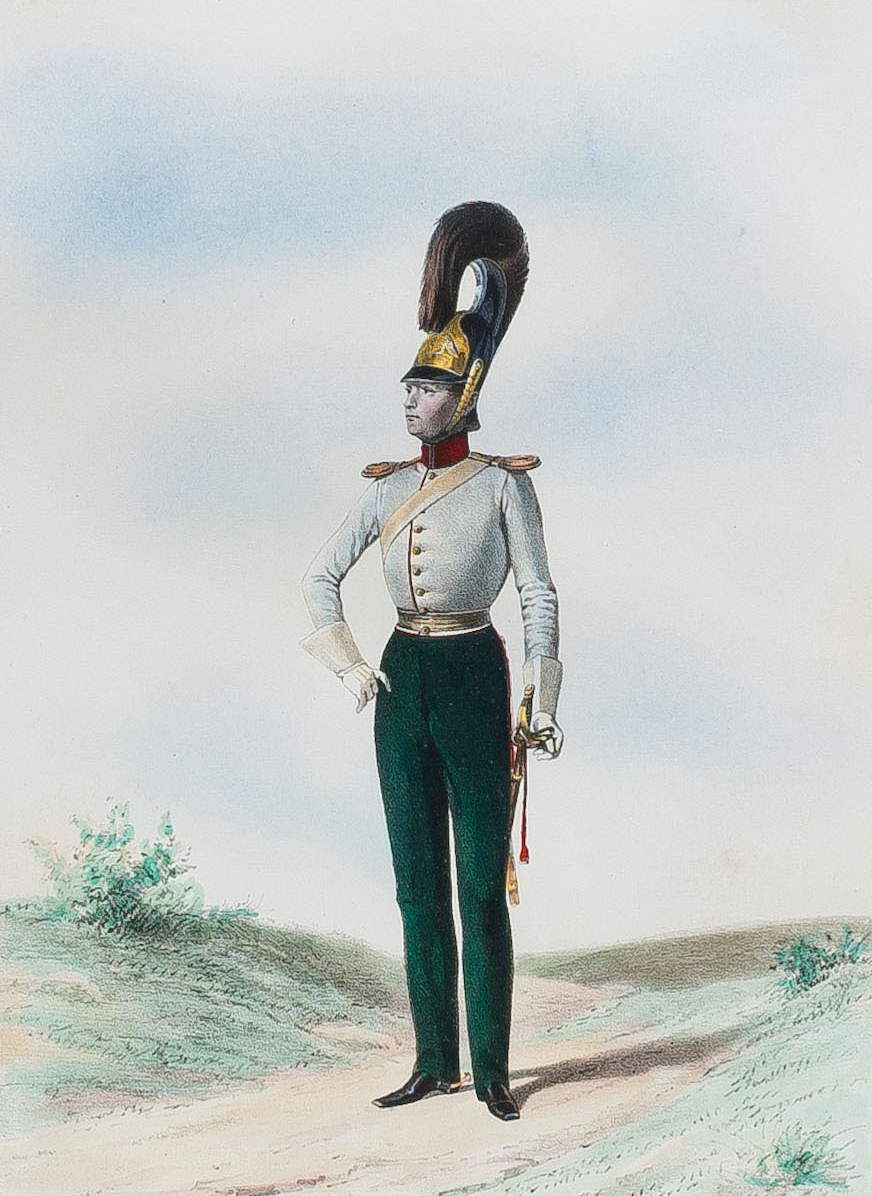
Обер-офіцер Глухівського кірасирського полку. 1827—1835.

- Сформований у 28.06.1783 з українських козаків як Глухівський легкінний полк.
- З 09.02.1784 — Глухівський карабінерний полк.
- Брав участь у Російсько-турецькій війні 1787-91.
- З 29.11.1796 — Глухівський кірасирський полк.
- З 31.10.1798 — Кірасирський ген. від кавалерії Міхельсона 1-го полк.
- З 13.02.1800 — Кірасирський ген.-лейтенанта фон Брінкена полк.
- З 31.03.1801 — Глухівський кірасирський полк.
- 1806 — брав участь у російсько-пруссько-французький війни.
- 06.05.1806 — увійшов до складу 9-ї дивізії.
- 28.10.1810 — увійшов до складу 2-ї кирасирской дивізії.
- 1812 — Французько-російська війна.
- 1813 — у складі 2-ї кирасирской дивізії 1-го кавалерійського корпусу резервної армії.
- 13.04.1813 — полку пожалувані Георгіївські штандарти зразка 1806 року з написом «За отличіе при пораженіи і изгнаніи непріятеля изъ предђловъ Россіи 1812 року».
- з 08.05.1832 — Кірасирський Його Імператорської Високості Великого Князя Михайла Павловича полк.
- з 19.09.1849 — Кірасирський Єя Імператорської Високості Великої Княгині Олександри Йосипівни полк.
- з 19.03.1857 — Глухівський Кірасирський Єя Імператорської Високості Великої Княгині Олександри Йосипівни полк.
- 27.05.1860 — з'єднаний з Новомиргородским драгунським полком, утворивши Глухівський Драгунський Єя Імператорської Високості Великої Княгині Олександри Йосипівни полк.
- 1864 — брав участь у придушенні Польського повстання.
- з 25.03.1864 — 6-й Драгунський Глухівський Єя Імператорської Високості Великої Княгині Олександри Йосипівни полк.
- з 08.07.1911 — 6-й Драгунський Глухівський імператриці Катерини Великої полк.
- з 29.07.1914 — участь у Першій світовій війні.
- в січні 1918-го, переважно укомплектований росіянами, розформований на Волині[4].

## Місця дислокації
- 1820 – Дмитровськ Орловської губернії. Полк входив до складу 2-ї кірасирської дивізії.
- 1897-1914 – Остроленка Ломжинської губернії.

## Відзнаки

### Бойові нагороди за 1812-1814 роки
- Георгіївські штандарти, з написами «За відмінність при поразці і вигнанні ворога з меж Росії 1812 р.» зразку 1807 року. (13 квітня 1813) [5].

## Однострій

### Франко-російська війна 1812 року
На період Франко-російської війни 1812 року, кірасири (в 1796—1860 роках Глухівський полк був кірасирським) мали колет, того ж крою, що і піхотний мундир, але з білої кирзи (сукна), на швах кирза не згиналася усередину, а випускалася назовні. Плечовий шов, мав облямівку кольору приборного сукна. Фалди були коротше за піхотні у 4 вершки, а відвороти білого кольору, обшиті по краю смугою завширшки 1 вершок приборного кольору. Комір був піхотного зразку, кольору приборного сукна та мав білу облямівку по зовнішньому краю. Погони, як і комір, були приборного кольору з білою облямівкою. Обшлаги були прямі, без клапанів та облямівки, але мали по дві нашиті мундирні ґудзики. Панталони кірасирів були білого кольору, вузькі, шкіряні. Кірасирські шинелі, були такого ж крою як в піхоті за виключенням того, що ззаду мала розріз. Погони на шинелі були того ж кольору, що і на мундирі, а колір коміру шинелі (з облямівкою та клапанами) був прикладного кольору.
Кірасирські каски, з лакованої шкіри, мали два шкіряні козирки та шкіряний гребінь, у якому фіксувався чорний волосяний плюмаж. Спереду, на касці, кріпився мідний налобник, з гербом. Трубачі мали червоні плюмажі.
Кашкети білого кольору мали околю кольору приборного сукна і мали облямівку згідно номеру ескадрону (1-й білий, 2-й блакитний, 3-й жовтий, 4-й чорний, 5-й зелений). Посередині околі, попереду, нашивався шнуром номер і начальна літера ескадрону («Э»).
Кіраси чорного кольору, залізні, були введені на початку 1812 року, складалися з двох пластин.
Унтер-офіцери мали знаки розрізнення, у вигляді нашивок з галуну по вільному краю коміра та обшлагу .
Офіцери мали еполети та шарфи. Еполети кірасирів були за піхотним зразком, але були як і у гвардії вкриті золотим чи срібним полем. На колетах облямівка навколо рукавів була не кольорова, а біла.  Крім мундиру офіцери мали віц-мундири білого та темно-зелені.
При загальновживаному кірасирському однострої, глухівські кірасири мали приборне сукно синє, а металеві деталі одностроїв були жовті.

## Шефи
- пр. 1812 – генерал-майор Леонтьєв Іван Сергійович[5].

## Командири
- 1820 – полковник Тарасов 5-й
- 1839-1841 – полковник Василь Семенович Денисов 2-й
- 23.01.1843-29.12.1847 – полковник (з 06.12.1847 генерал-майор) барон Менгден Євстафій Романович
- 1894-1899 – полковник Вілламов Микола Артемович
- 1909 – полковник Дуров Микола Миколайович